# Afrophion nubilicarpus
Afrophion nubilicarpus là một loài tò vò trong họ Ichneumonidae.